# 日鲁桑斯
日鲁桑斯（法語：Giroussens，法語發音：[ʒiʁusɛ̃s]）是法国奧克西塔尼大區塔恩省的一个市镇，属于卡斯特尔区。该市镇2009年时的人口为1,484人。

## 人口
日鲁桑斯人口变化图示
| 数据来源：INSEE |